# Sabulodes aegrotata
Sabulodes aegrotata là một loài bướm đêm thuộc họ Geometridae. Nó được tìm thấy ở north-tây Bắc Mỹ, nam đến bắc bang California.

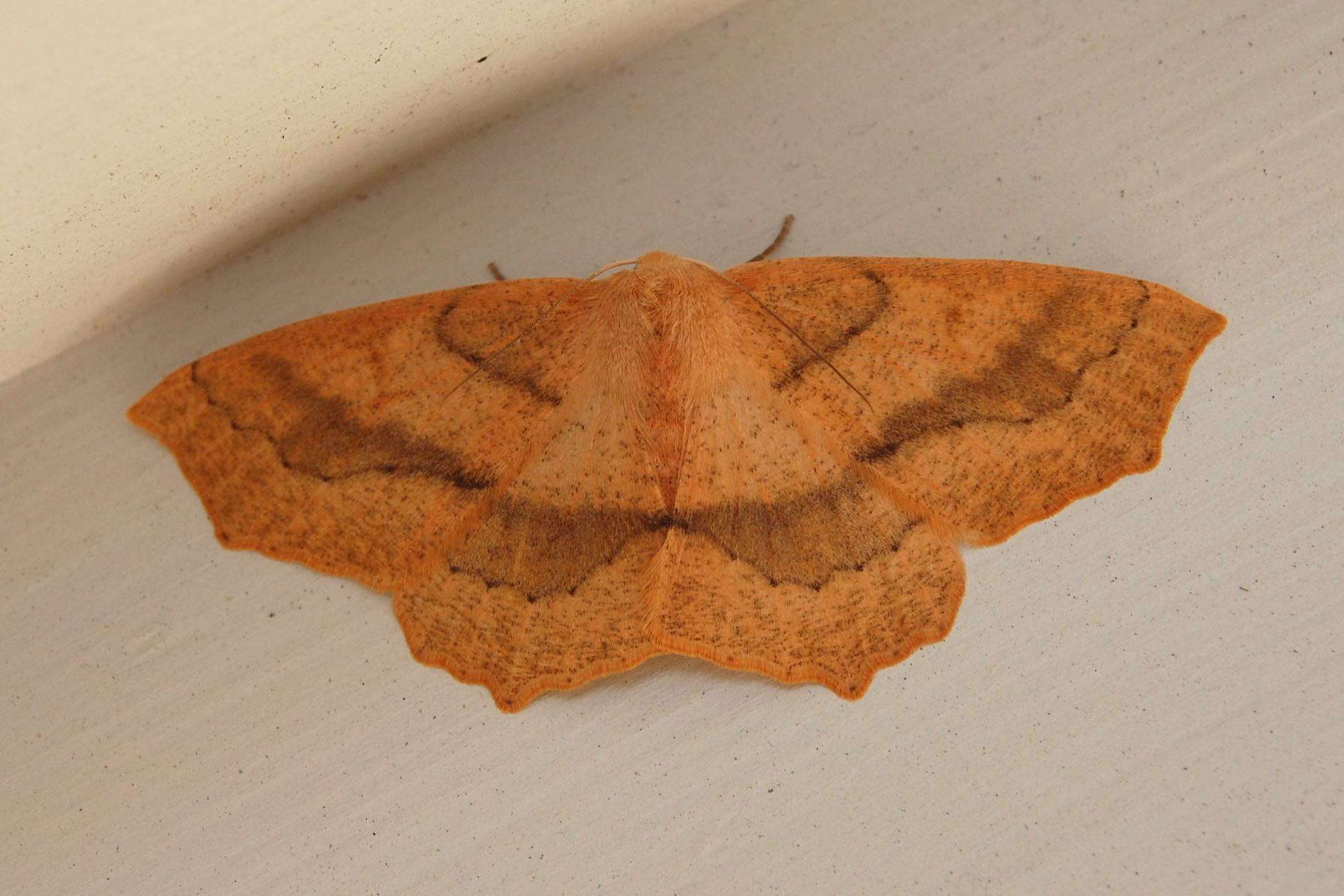

Sải cánh dài 35–44 mm. Con trưởng thành bay quanh năm.
Ấu trùng ăn lá của nhiều cây có hoa và cây bụi khác nhau, bao gồm Alnus, Holodiscus discolor, Rubus spectabilis, Salix và Umbellularia californica.